# ギャラガ (映画)
『ギャラガ HYPER-PSYCHIC-GEO GARAGA』（ギャラガ ハイパーサイキックゲオ ギャラガ）は、1989年にアスミック配給により東京、大阪の単館での劇場公開後に発売された長編OVA。御厨さと美原作の未完のSFコミック『惑星ギャラガ』のアニメ化作品であり、ナムコ（現バンダイナムコエンターテインメント）のゲーム「ギャラガ」とは関係ない。

## 概要
当初は前後巻からなるOVAとして企画されたが、劇場公開を念頭に100分の長編にスケールアップされ制作された。監督を務めた窪秀巳は当時、『サンダーキャッツ』等の海外合作の演出で知られた俊英で、本作が国内本格監督第1作という触れ込みであった。
キャラクターデザイン・作画監督に起用された谷口守泰は、サンライズ制作の話題作『蒼き流星SPTレイズナー』を終えた充実期であり、主宰する作画スタジオアニメアールから自らが育てたアニメーター陣を惜しみなく投入している。
音楽を担当した矢野立美にとっては以後の平成ウルトラマンシリーズの劇伴で人気を博す前夜作でもあり、主題歌の作編曲も手がけた。

## ストーリー
西暦2755年、人口冬眠状態の人物2名を運ぶためだけに急遽集められたクルーたち。ネメシス星圏シティ・オブ・ネメシスを出発した最新型宇宙船ジーベック号はワープ航法の際の事故で予定外空域へゲートアウトし、惑星ギャラガに不時着する。
未調査の辺境星域で人類が初めて目にする謎の地球型惑星上、一行を待ち受けていたのは原生巨大植物と攻撃武装猿人の群れだった。クルーの一人、科学調査員のジェイとその補佐ロボットのオンブーは周辺調査に乗り出したが、そこで目にしたものは地球人と形態が同樣でありながらサイキックを用いるラーの民と、アンドロイドに指揮された武装猿人との戦いだった。
簡単なやっつけ仕事かと思われていた航海を襲った突然の事故、実は何者かにより策謀され周到に準備された計画だったのである。そして惑星ギャラガを巡る疑惑と陰謀が次第に明らかになっていく。

## スタッフ
- 監督・脚本・絵コンテ：窪秀己
- 原作：御厨さと美「惑星ギャラガ」
- 企画：椎名保（アスミック）、酒井康雄（エー・ブイ・エヌ）
- 製作：天谷修身
- プロデューサー：奥田真平（アスミック）、松浦賢子
- トータルビジュアルディレクター：谷口守泰
- 構成：谷田部雄次
- 原案協力：内田美奈子
- キャラクターデザイン・作画監督：谷口守泰
- メカデザイン・メカ作画監督：吉田徹
- 原画：木村貴宏、小森高博、吉田徹、柳沢まさひで、逢坂浩司、加瀬政広、沖浦啓之、糸島雅彦、大島康弘、尾林幸男、井上哲、志村直美、能地清、藤井満、上井康宣、岩村幸子、有本大作、谷口守泰、宇都木勇、石丸賢一、福島豊明、松本俊一、松田宗一郎
- 美術監督：宮前光春
- 撮影監督：遠藤公祐
- 音響監督：松浦典良
- 音楽：矢野立美
- 主題歌：「CHASE」（歌：栗原冬子）
  - 作詞：浅田有理／作曲・編曲：矢野立美
  - オリジナルサントラ盤：ワーナーパイオニア
- 演出助手：うえだしげる
- 制作協力：アニメアール
- 制作：アウベック
- 製作：アスミック

## キャスト
- ジェイ・M・ジェイ：古川登志夫
- ヤン・ヘラン：富沢美智恵
- ボージィ：永井一郎
- ネイハム：緒方賢一
- オンブー：神谷明
- ファーラ：潘恵子
- チン・ミン：吉田理保子
- キサール・バンディ：曽我部和恭
- アルフ・ドルフ：若本規夫
- ランディ・ボルバック：塩沢兼人
- ダラブリーグ：内海賢二
- ヤン・ベイタ中将：小林修
- アン：堀江美都子
- ガリーゴ：丸山詠二
- キナ：林原めぐみ
- リン：塩屋翼
- ポーラ・ミッドランド：山田栄子
- ラーの長老：二又一成
- オペレーター：小林通孝
- クロメンゴーヌ：山寺宏一
- マザーコンピューター：丸尾知子